# Les Isles-Bardel
Pour les articles homonymes, voir Les Îles, Isles et Bardel.
Les Isles-Bardel (prononcé [lezilbaʁdɛl] ou [lɛzilbaʁdɛl]) sont une commune française, située dans le département du Calvados en région Normandie, peuplée de 71 habitants.

## Géographie
- Ce sont les très anciennes couches (au-delà de 500 millions d'années) du Précambrien - ère paléozoïque (ou ère primaire) du massif armoricain qui affleurent dans le secteur géographique des Isles-Bardel. Elles donnent aux paysages, aux murs des maisons des airs de Bretagne intérieure ou de Limousin.
- Depuis des siècles, l'activité humaine principale a été tournée vers l'agriculture; les résultats ont été essentiellement tributaires des seules conditions physiques liées à la géologie, à la géographie et au climat. C'est encore le cas dans beaucoup de pays en développement. Ce fut le lot de l'agriculture française jusqu'au XIXe siècle avant l'utilisation de la sélection végétale et animale, l'analyse chimique des sols, l'emploi des engrais et le développement du machinisme agricole.. Qu'en était-il aux Isles-Bardel dans les années 1830 ?
- 1828-1832 : dans Statistique de l'arrondissement de Falaise, Frédéric Galleron observe déjà que le sous-sol de la commune est constitué de schiste ; par décomposition cette roche donne un sol peu fertile.
- À cette époque, l'activité des habitants est essentiellement tournée vers l'agriculture : 2/3 des terres de la commune sont labourées.
- Cependant on ne peut pratiquer l'assolement triennal traditionnel ; il faut pratiquer la rotation sur quatre ans avec cultures successives de sarrasin, puis de blé ou de seigle, ensuite d'avoine, enfin de trèfle.
- Les pommiers donnent un cidre qui se conserve peu ; par contre les poiriers apportent un poiré de très bonne qualité.

(NB : Depuis les dernières décennies du XXe siècle, Bernard Langellier a effectué nombre d'études détaillées - consultables sur internet - sur la géologie du département de l'Orne avec ses multiples répercussions sur les paysages, les activités humaines...)

### Hydrographie
La commune est située dans le bassin Seine-Normandie. Elle est drainée par l'Orne, la Baize, le Boulaire, un bras de la Baize, le fossé 01 du Moulin du Ménil-Vin et le fossé 01 de la Fontaine Repusson,,.
L'Orne, d'une longueur de 170 km, prend sa source dans la commune d'Aunou-sur-Orne et se jette  dans l'embouchure de l'Orne à Merville-Franceville-Plage, après avoir traversé 60 communes. Les caractéristiques hydrologiques de l'Orne sont données par la station hydrologique située sur la commune du Mesnil-Villement. Le débit moyen mensuel est de 15,9 m3/s. Le débit moyen journalier maximum est de 228 m3/s, atteint lors de la crue du 28 décembre 1999. Le débit instantané maximal est quant à lui de 259 m3/s, atteint le 5 janvier 2001.
La Baize, d'une longueur de 26 km, prend sa source dans la commune de Habloville et se jette  dans l'Orne en rive droite en limite des  sur la commune et de Rapilly, après avoir traversé douze communes. 

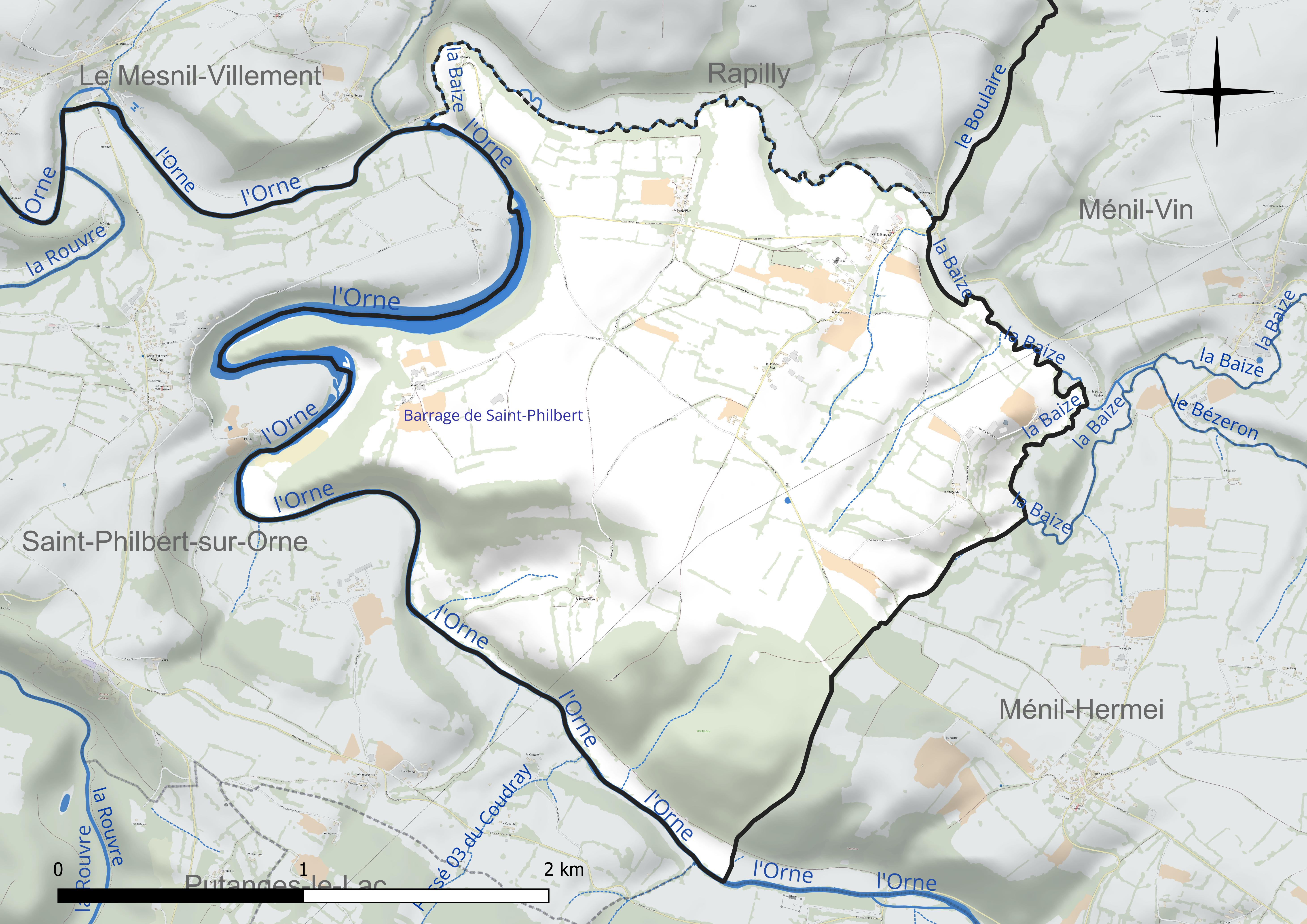
Réseau hydrographique des Les Isles-Bardel.

Un plan d'eau complète le réseau hydrographique : le barrage de Saint-Philbert, d'une superficie totale de 25,7 ha (12,7 ha sur la commune),.

### Climat
Pour des articles plus généraux, voir Climat de la Normandie et Climat du Calvados.
En 2010, le climat de la commune est de type climat océanique altéré, selon une étude du CNRS s'appuyant sur une série de données couvrant la période 1971-2000. En 2020, Météo-France publie une typologie des climats de la France métropolitaine dans laquelle la commune est exposée à un climat océanique et est dans la région climatique  Normandie (Cotentin, Orne), caractérisée par une pluviométrie relativement élevée (850 mm/a) et un été frais (15,5 °C) et venté. Parallèlement le GIEC normand, un groupe régional d'experts sur le climat, différencie quant à lui, dans une étude de 2020, trois grands types de climats pour la région Normandie, nuancés à une échelle plus fine par les facteurs géographiques locaux. La commune est, selon ce zonage, exposée à un « climat contrasté des collines », correspondant au Bocage normand, bien arrosé, voire très arrosé sur les reliefs les plus exposés au flux d'ouest, et frais en raison de l'altitude.
Pour la période 1971-2000, la température annuelle moyenne est de 10,5 °C, avec  une amplitude thermique annuelle de 12,9 °C. Le cumul annuel moyen de précipitations est de 789 mm, avec 11,7 jours de précipitations en janvier et 7,8 jours en juillet. Pour la période 1991-2020, la température moyenne annuelle observée sur la station météorologique la plus proche, située sur la commune de Pierrefitte-en-Cinglais à 7 km à vol d'oiseau, est de 11,2 °C et le cumul annuel moyen de précipitations est de 806,5 mm,. Pour l'avenir, les paramètres climatiques de la commune estimés pour 2050 selon différents scénarios d'émission de gaz à effet de serre sont consultables sur un site dédié publié par Météo-France en novembre 2022.

## Urbanisme

### Typologie
Au 1er janvier 2024, Les Isles-Bardel est catégorisée commune rurale à habitat très dispersé, selon la nouvelle grille communale de densité à 7 niveaux définie par l'Insee en 2022.
Elle est située hors unité urbaine et hors attraction des villes,.

### Occupation des sols
L'occupation des sols de la commune, telle qu'elle ressort de la base de données européenne d'occupation biophysique des sols Corine Land Cover (CLC), est marquée par l'importance des territoires agricoles (75,7 % en 2018), une proportion identique à celle de 1990 (75,7 %). La répartition détaillée en 2018 est la suivante : 
prairies (43,9 %), terres arables (26,8 %), forêts (24,3 %), zones agricoles hétérogènes (5 %). L'évolution de l'occupation des sols de la commune et de ses infrastructures peut être observée sur les différentes représentations cartographiques du territoire : la carte de Cassini (XVIIIe siècle), la carte d'état-major (1820-1866) et les cartes ou photos aériennes de l'IGN pour la période actuelle (1950 à aujourd'hui).

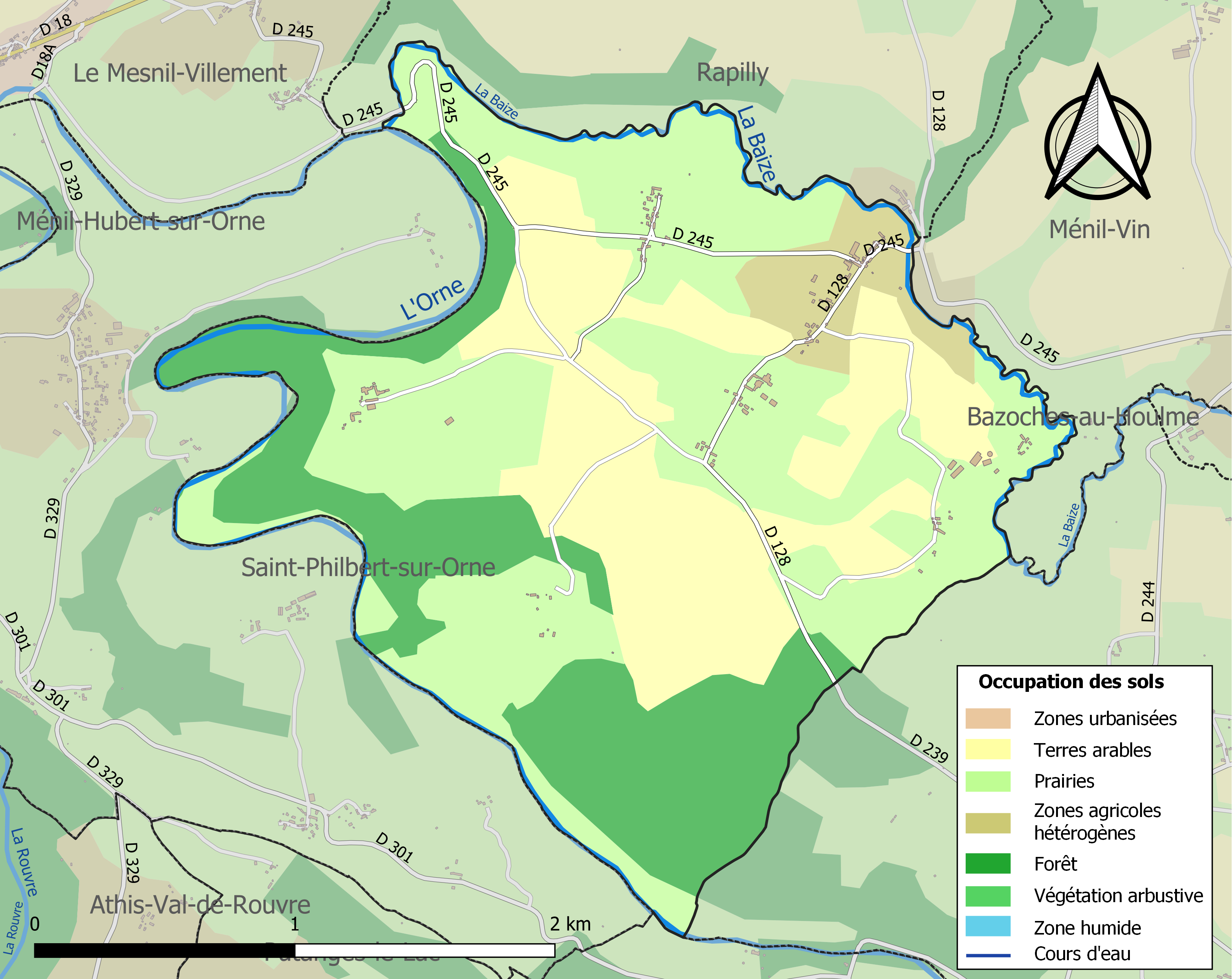
Carte des infrastructures et de l'occupation des sols de la commune en 2018 (CLC).

## Toponymie
Le nom de la localité est attesté sous les formes Is Bardel en 1390 et Ils Bardel en 1454,, Ys Bardel en 1554, Îles Bardel en 1585, Zys Bardel en 1710, Les Isles Bardel en 1793.
Le toponyme pourrait être issu d'un anthroponyme gaulois tel qu'Iccius, Icius ou Itius (nom patronymique devenu nom de lieu).

René Lepelley considère quant à lui qu'il s'agirait d'une déformation d'ifs (on trouve également non loin d'ici le lieu-dit : « Ils d'Ouilly »). L'orthographe actuelle Isles date du XVIIIe siècle. Sur un plan de 1829, près du lieu-dit « le cul de la Courbe » non loin du confluent avec la Baise, on voit que l'Orne formait bien deux petites îles qui se trouvaient au pied d'un promontoire, aisé à défendre, que le cours d'eau principal enserre dans un étroit méandre.
Il y a convergence pour voir en Bardel un anthroponyme médiéval. L'origine serait le nom d'une famille ayant marqué le lieu, peut-être, en y possédant des terres. La même origine serait proposée pour l'autre hameau de la commune appelé : la Bardellière.

## Histoire

### Rattachements avant laRévolution françaisede 1789

#### Sur le plan administratif et judiciaire
La paroisse Saint-Ouen des Ils-Bardel était située dans le duché de Normandie - Parlement de Rouen - intendance d'Alençon - élection et bailliage de Falaise - sergenterie de Thury.

#### Sur le plan religieux
La paroisse dépendait du diocèse de Séez, archidiaconé du Hiesmois, doyenné d'Aubigny.
La paroisse — comme celles de Saint-Philbert-sur-Orne et de Saint-Aubert-sur-Orne — était placée sous le patronage de l'abbaye Saint-Étienne de Caen, fondée par le duc Guillaume le Conquérant au XIe siècle. Ce monastère percevait donc  la part la plus importante de la dîme versée par les habitants du lieu ; de plus, l'abbé de Saint-Étienne avait le privilège de proposer à l'évêque de Séez le nom du curé des Ils(-Bardel), chaque fois que le poste était vacant.
Le patron protecteur de la paroisse, saint Ouen (mort en 684) était chancelier du roi des Francs, Dagobert Ier, et évêque de Rouen (la capitale normande). Il œuvra à la diffusion du christianisme dans la province et encouragea en Normandie l'implantation de plusieurs monastères importants dont l'abbaye de Jumièges, l'abbaye Saint-Wandrille de Fontenelle. Ces établissements religieux exercèrent leur influence en créant nombre de dépendances (prieurés, prieurés-cures, granges monastiques ou granges dimières, ateliers métallurgiques, moulins...) qui étaient source d'importants revenus.

### Rattachements depuis 1790
Les Isles Bardel appartenaient jusqu'en 2015 au canton de Falaise-Nord et font partie, depuis 2015 du canton de Falaise.
De 1800 à 1926, la commune appartenait à l'arrondissement de Falaise, rattaché en 1926 à l'arrondissement de Caen.
Depuis la création de celle-ci, en 1994, Les Isles-Bardel appartiennent à la communauté de communes du Pays de Falaise.
Au plan religieux, la paroisse des Isles-Bardel fait partie du regroupement paroissial Bienheureux François Jamet des Vallées, basé à Condé sur Noireau, dans le diocèse de Bayeux-Lisieux.

### Éléments de chronologie
Les biens matériels de la majeure partie de la paroisse appartenaient à l'abbaye Saint-Étienne de Caen. (les biens temporels de ce monastère lui avaient été donnés au XIe siècle par le fondateur Guillaume le Conquérant ainsi que par des familles nobles soucieuses de leur salut après la mort). Seule échappait à l'abbaye une partie de la paroisse, le fief du château des Ils, acheté vers 1472 par Jacques de la Pommeraye, à l'époque où le roi Louis XI de France entreprenait de mettre de l'ordre dans les titres de noblesse et de propriété, après la période très troublée de la guerre de Cent Ans.
Au XIIe siècle, l'abbaye d'Ardenne de l'ordre des Prémontrés - proche de Caen - envoya quelques moines (conduits pense-t-on par un nommé Bardel), fonder un prieuré Saint-Nicolas au bord de la Baise, sur des terres données par  Enguerrand de Vassy, seigneur de la Forest (Auvray).
NB : Au XVIe siècle, Jacques de Vassy seigneur de la Forest se convertit au protestantisme et saccagea le prieuré (qui fut restauré par la suite). En 1647, le petit monastère fut transféré au bord de l'Orne sur la paroisse de Saint-Aubert (lieudit  Val Hulin). Puis, un des  successeurs de Jean de Vassy - revenu au catholicisme - déplaça à nouveau le prieuré Saint-Nicolas à l'intérieur de son château de la Forest, sous la protection de ses hommes d'armes. Enfin, en 1718, l'évêque de Séez autorisa le prieur à transformer le prieuré Saint-Nicolas en simple chapelle castrale dans une des tours du château.
En 1577, Louis de Vassy, seigneur de La Forest (Auvray) et protestant, achète les terres des Isles-Bardel, de Saint-Aubert et de Saint-Philbert aux moines de l'abbaye Saint-Étienne, qui estimaient trop faibles les revenus tirés de ces trois paroisses.
S'estimant lésée par la transaction précédente, l'abbaye Saint-Étienne porte le différend devant la justice ; s'ensuivront d'interminables procédures.
C'est seulement au milieu du XVIIe siècle que l'abbé commendataire de Saint-Étienne  Alphonse-Louis du Plessis de Richelieu, - qui était également cardinal- archevêque de Lyon et frère du ministre du roi Louis XIII de France, retrouva la pleine possession des terres des Isles-Bardel.
En 1656, Jean de la Pommeraye seigneur des Ils-Bardel décède et est enseveli dans l'église. Jeanne, sa fille unique, ayant épousé en 1600 Constantin de Brossard, écuyer, seigneur de Saint-Martin, la famille de Brossard prend possession de la seigneurie et du château.
En 1865, M. Frédéric fut instituteur et secrétaire de mairie.
En 1874, ouverture de la ligne de Falaise à Berjou. Cette voie de chemin de fer  passait à proximité immédiate des Isles-Bardel (gare de Rapilly et du  Mesnil-Villement) ; entre autres utilités, elle facilitait les déplacements vers les marchés et foires de Falaise, de Pont-d'Ouilly, Condé-sur-Noireau...
Au cours de la Première Guerre mondiale, de 1914 à 1918, la commune paye un lourd tribut au conflit compte tenu de sa population : six de ses habitants sont tués, morts pour la France : LANGE Émile, LEBAS Pierre, ONFROY Maurice, PAUTREL Pierre, SOYER Louis, VERRIER Léon.
En 1938 : fermeture aux voyageurs de la ligne de chemin de fer de Falaise à Berjou.
En Août 1944, lors de la Seconde Guerre mondiale, à la fin de la bataille de Normandie, la commune accueille de nombreux réfugiés du Calvados et subit d'importantes destructions au moment des combats de la poche de Falaise.

## Politique et administration
| Période                                  | Période        | Identité                       | Étiquette | Qualité  |
| ---------------------------------------- | -------------- | ------------------------------ | --------- | -------- |
| Les données manquantes sont à compléter. |                |                                |           |          |
| 1792                                     |                | Jean Lehugeur                  |           |          |
| Les données manquantes sont à compléter. |                |                                |           |          |
| 1822                                     |                | Philippe Maline                |           |          |
| 1826                                     |                | G de Brossard                  |           |          |
| Les données manquantes sont à compléter. |                |                                |           |          |
| 1849                                     |                | Hughes des Rotours de Chaulieu |           |          |
| Les données manquantes sont à compléter. |                |                                |           |          |
| avant 1981                               | ?              | Gaston Peschet                 |           |          |
| ?                                        | mars 2001      | Marie-Josèphe Osouf            |           |          |
| mars 2001                                | septembre 2016 | Jacques de Brossard            | SE        | Cadre    |
| septembre 2016                           | En cours       | Jacques Garigue                | SE        | Retraité |
| Les données manquantes sont à compléter. |                |                                |           |          |

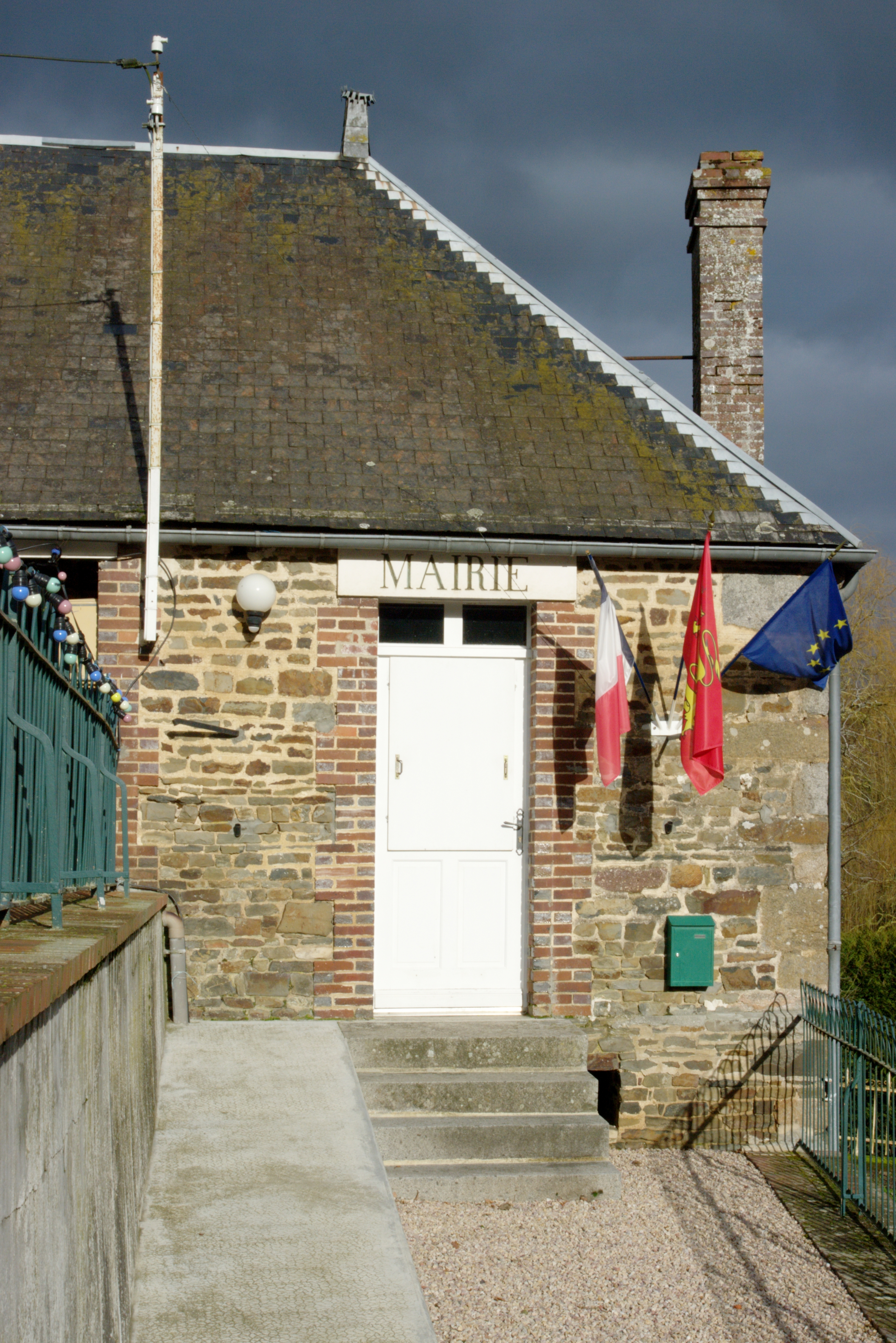
La mairie.

Le conseil municipal est composé de sept membres dont le maire et deux adjoints.

## Démographie
L'évolution du nombre d'habitants est connue à travers les recensements de la population effectués dans la commune depuis 1793. Pour les communes de moins de 10 000 habitants, une enquête de recensement portant sur toute la population est réalisée tous les cinq ans, les populations de référence des années intermédiaires étant quant à elles estimées par interpolation ou extrapolation. Pour la commune, le premier recensement exhaustif entrant dans le cadre du nouveau dispositif a été réalisé en 2008.
En 2022, la commune comptait 71 habitants, en évolution de +7,58 % par rapport à 2016 (Calvados : +1,58 %, France hors Mayotte : +2,11 %).
Vers 1830, la commune comptait 60 feux, soit environ 400 habitants (dont l'activité quasi exclusive était l'agriculture).
| 1793 | 1800 | 1806 | 1821 | 1831 | 1836 | 1841 | 1846 | 1851 |
| ---- | ---- | ---- | ---- | ---- | ---- | ---- | ---- | ---- |
| 358  | 329  | 365  | 239  | 345  | 353  | 273  | 270  | 308  |

| 1856 | 1861 | 1866 | 1872 | 1876 | 1881 | 1886 | 1891 | 1896 |
| ---- | ---- | ---- | ---- | ---- | ---- | ---- | ---- | ---- |
| 262  | 243  | 264  | 311  | 229  | 228  | 200  | 189  | 183  |

| 1901 | 1906 | 1911 | 1921 | 1926 | 1931 | 1936 | 1946 | 1954 |
| ---- | ---- | ---- | ---- | ---- | ---- | ---- | ---- | ---- |
| 152  | 159  | 150  | 122  | 134  | 147  | 138  | 141  | 130  |

| 1962 | 1968 | 1975 | 1982 | 1990 | 1999 | 2006 | 2008 | 2013 |
| ---- | ---- | ---- | ---- | ---- | ---- | ---- | ---- | ---- |
| 120  | 101  | 80   | 64   | 42   | 58   | 63   | 64   | 67   |

| 2018 | 2022 | - | - | - | - | - | - | - |
| ---- | ---- | - | - | - | - | - | - | - |
| 63   | 71   | - | - | - | - | - | - | - |

## Culture locale et patrimoine

### Lieux et monuments

#### L'égliseSaint-Ouen
Elle surprend au premier abord par sa simplicité et par la longueur de son unique nef, rappelant que la paroisse a été beaucoup plus peuplée dans le passé.
L'encadrement des ouvertures en calcaire ocre taillé, extrait hors de la paroisse, contraste avec la grisaille des murs. C'est le seul « luxe » qui distingue le lieu de culte paroissial des maisons paysannes construites avec la pierre sombre du sous-sol.
Elle porte surtout les marques des XVIIIe et XIXe siècles, avec quelques éléments antérieurs difficiles à dater.
Le maître-retable a été restauré en 2010 et 2011.
L'ancienne cuve baptismale retrouvée à l'extérieur a été nettoyée et placée au fond de l'église.

#### Le château des Ils
Les bâtiments actuels sont du XIXe siècle, date à laquelle ils ont remplacé une construction plus ancienne. (privé).
- avant 1789, deux moulins ont été exploités par les moines , un moulin à farine sur la Baise, un moulin à drap (voir moulin à foulon) sur l'Orne (moulin de Donnet ?).(Les dates et causes de la cessation de ces activités ne sont pas connues).
- au  XIXe siècle, trois petits fours à chaux - dont un près de la ferme de la Courbe - permettaient aux cultivateurs de recourir au chaulage des terres - peu fertiles d'origine.

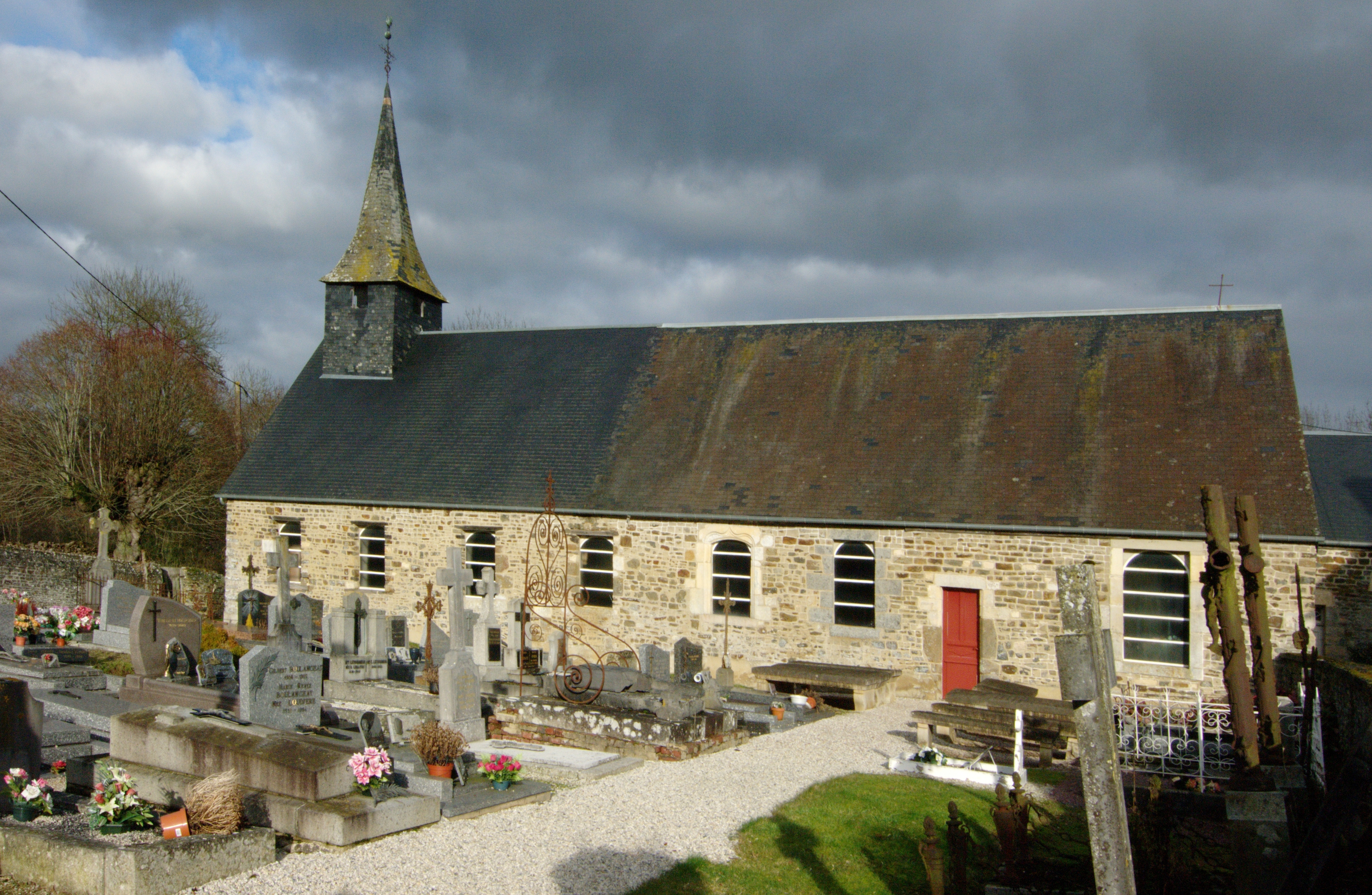
L'église Saint-Ouen.
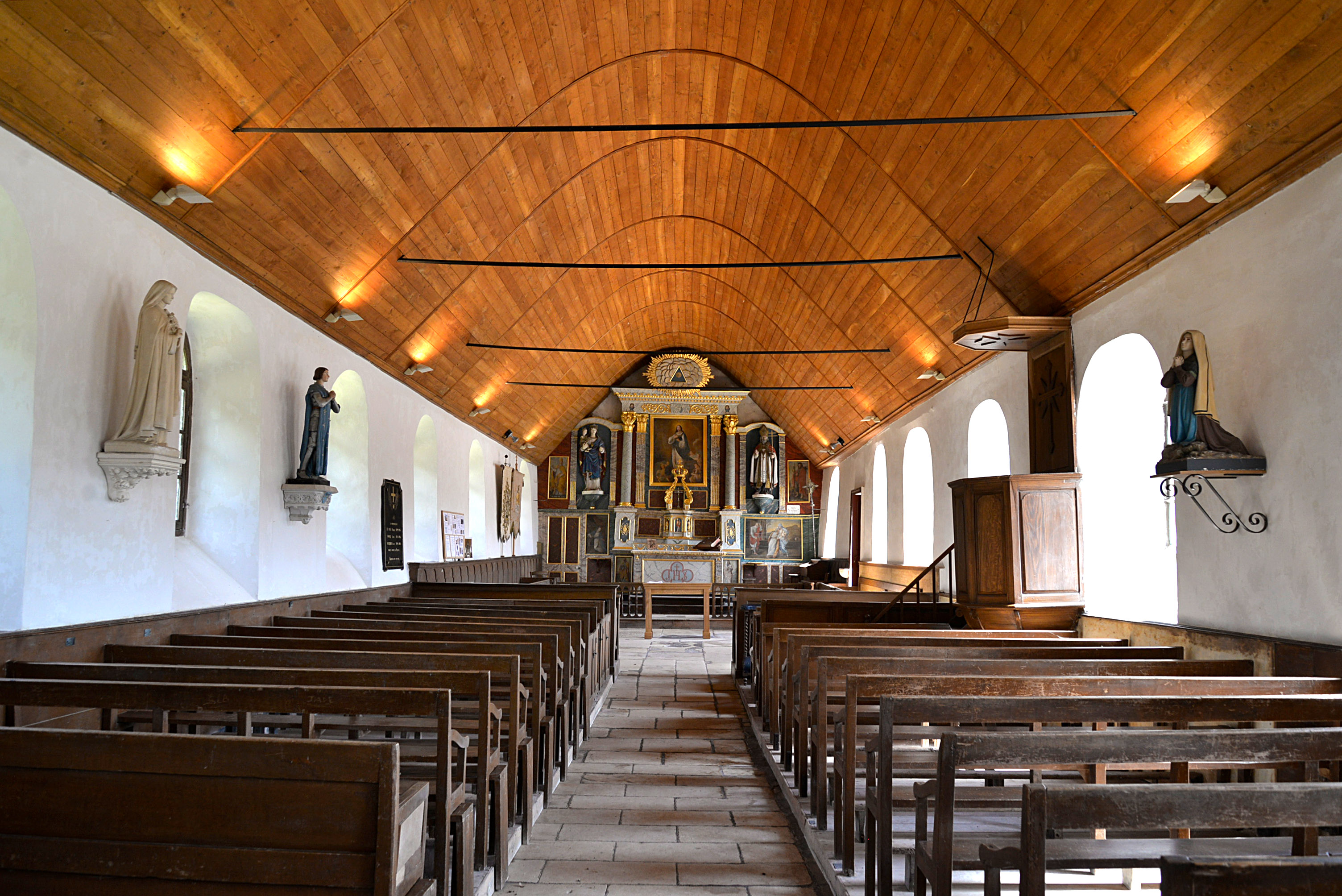
La nef de l'église Saint-Ouen.
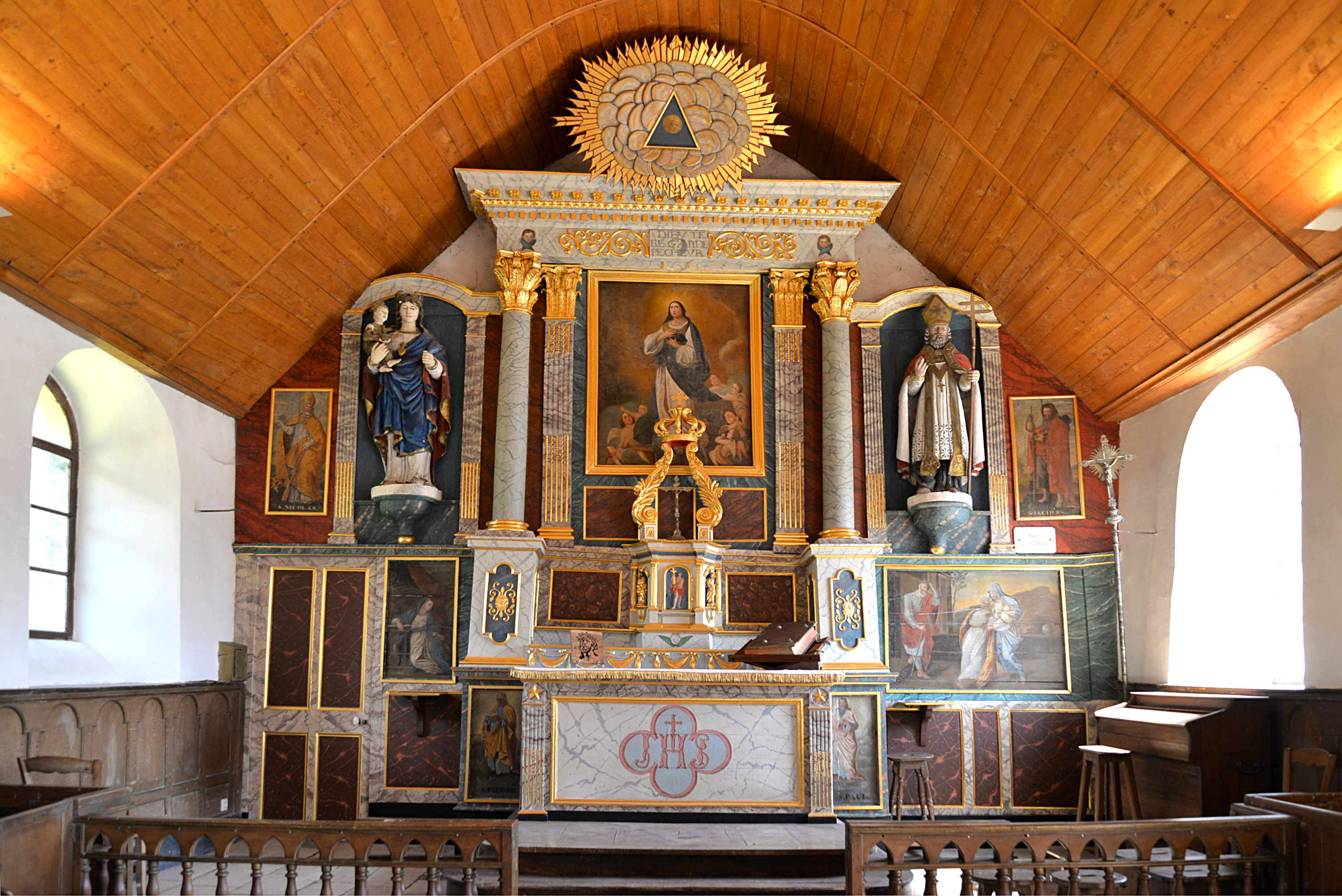
Le retable de l'église Saint-Ouen.
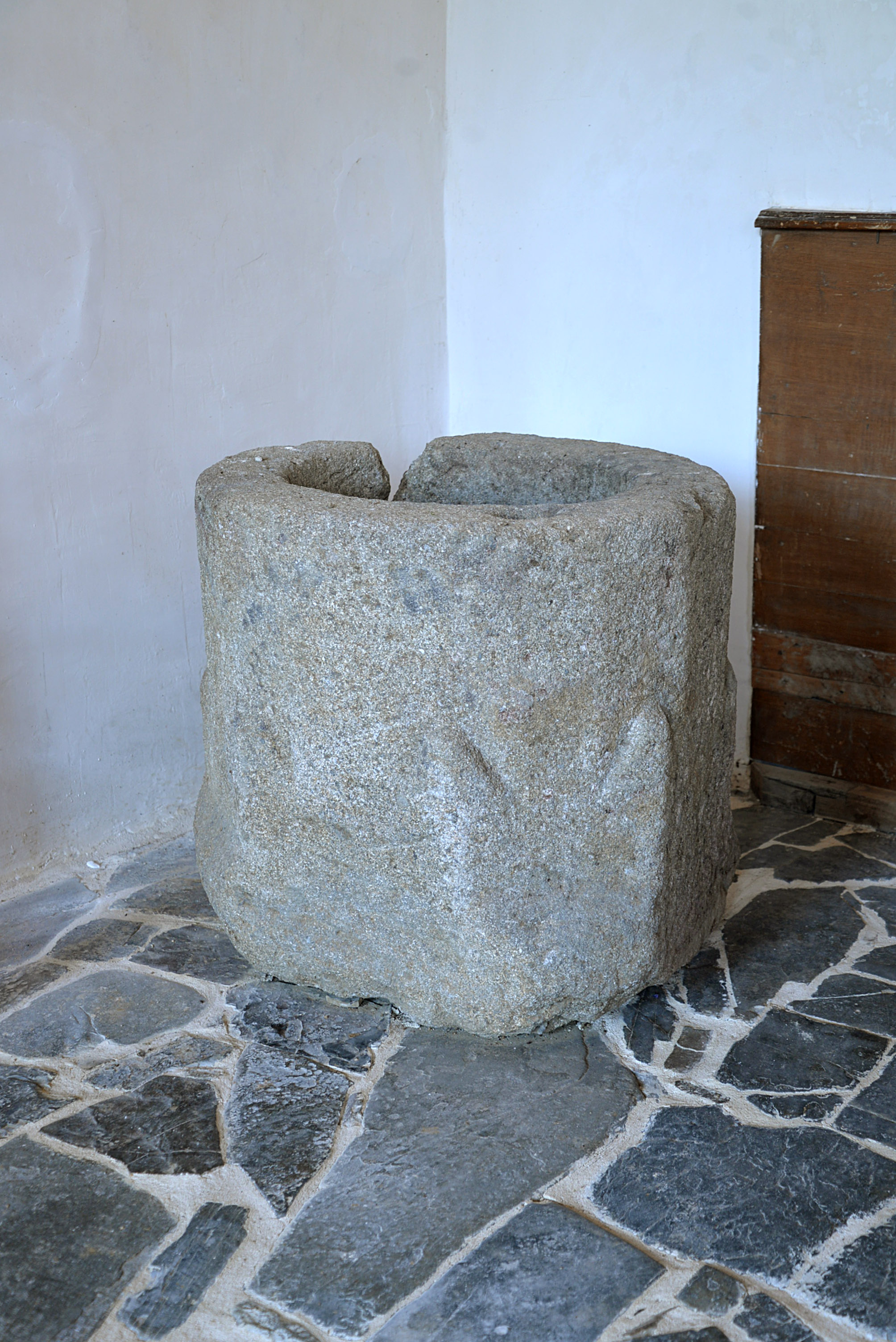
La cuve baptismale dans l'église Saint-Ouen.
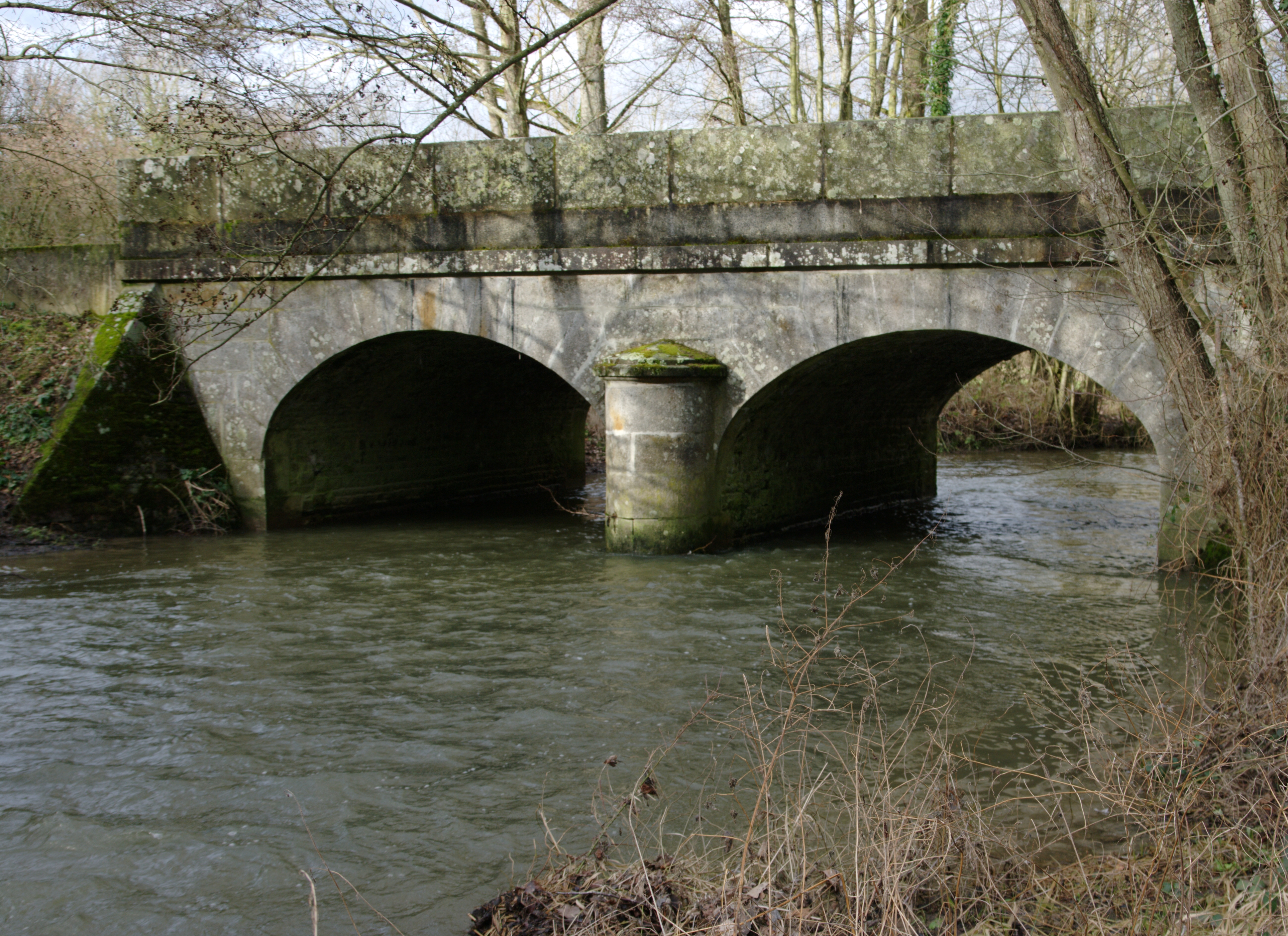
Le pont sur la Baize.

### Personnalités liées à la commune
- Plusieurs membres de la famille de Brossard (depuis le XVIIe siècle) dont :
- la comtesse d'Auvilliers, de Brossard (1761-1820)

Le corps de la comtesse de Brossard repose dans un caveau entretenu par la famille du comte de Brossard. Sur sa tombe est indiqué « Ci-git le corps de Marie Périne Étiennette d'Auvilliers, épouse de François Constantin, comte de Brossard, né à Paris le 7 juillet 1761, décédée le 11 juin 1820 aux Ils-Bardel ». Mademoiselle d'Auvilliers, dite mademoiselle de Villemomble, est la fille de Mademoiselle Le marquis (Madame de Villemomble) et de Louis-Philippe de Bourbon, duc d'Orléans, premier prince du sang (1725-1785). Baptisée le 7 juillet 1761 à Charenton, sœur jumelle de Louis-Philippe de Saint-Albin, qui suivra son frère Louis-Étienne de Saint-Farre dans les ordres.
- Autres « personnalités » :
  - Me Lecois vicaire des Isles-Bardel en 1788.
  - Me (« messire » sic) Benoist curé vers 1789.
  - Jacques Gigon adjoint « officier municipal » en l'an XII.
  - Louis Debaize adjoint officier de l'état-civil vers 1820.
  - Claude Maline, adjoint officier de l'état-civil pendant de nombreuses années vers 1838.
  - Victor Macé, adjoint officier de l'état-civil vers 1828-1829 - journalier.
  - Gilles Vincent prêtre décédé curé en 1843.
  - Jean Jacques Lange prêtre décédé curé en 1845.
  - Alfred Letourneur adjoint officier de l'état-civil vers 1860.
  - Pierre Ponel -curé de la paroisse- décédé au presbytère en 1861, à l'âge de 47 ans.